# Mr. Big Stuff
Mr. Big Stuff è stato il singolo di debutto della cantante statunitense Jean Knight, estratto dall'omonimo album e pubblicato nel 1971 dalla Stax Records con successo.
La canzone raggiunse la prima posizione della classifica Soul/Hip Hop/R&B rimanendovi cinque settimane e la seconda posizione della Billboard Hot 100, entrambe statunitensi, diventando una delle canzoni di maggior successo dell'etichetta.
Nel 1980 il rapper Heavy D riprese la canzone e ne incise una cover, che però si differenziava dall'originale in alcune cose, riscuotendo un buon successo. In Italia, nel 1993, ne fu incisa una cover da Barbara Boncompagni e Beatrice Magnanensi, interpretata nell'ambito del programma Non è la RAI da Barbara Lelli e Letizia Catinari, inserita nella compilation Non è la Rai sTREnna.